# Wayne Frost
Wayne „Frosty Freeze“ Frost (* 4. Dezember 1963 in Manhattan, New York City; † 3. April 2008 ebenda) war ein US-amerikanischer Schauspieler und Old School Breakdancer und als solcher Mitglied der Rock Steady Crew.

## Leben
Frost trat als Schauspieler und Tänzer allein oder zusammen mit der Rocksteady Crew in verschiedenen Spielfilmen auf, darunter Flashdance. Häufig wirkte er in Hip-Hop-Musikvideos mit, neben den eigenen als Rocksteady Crew war er im Video Planet Rock von Afrika Bambaataa und der Soulsonic Force zu sehen, dem vielleicht einflussreichsten Titel des frühen Hip-Hop. Er trat auch in Malcolm McLarens Buffalo Gals auf.
Im Jahre 2004 wurde er zusammen mit anderen Mitgliedern der Rocksteady Crew vom Sender VH-1 mit dem in diesem Jahr zum ersten Mal vergebenen Preis Hip Hop Honors ausgezeichnet. Er trat seither weiter regelmäßig auf verschiedenen Hip-Hop-Veranstaltungen im Großraum New York auf. Als Breakdancer war er für seine hochakrobatischen und gefährlichen Moves geachtet, seinen bekanntesten nannte er „The Suicide“ (Selbstmord). Hierbei handelt es sich um einen Rückwärtssalto, bei dem er auf dem Rücken landete.
Anfang 2008 erkrankte er schwer und verstarb am 3. April 2008 auf der Intensivstation eines Krankenhauses.

## Filmografie
- 1983: Flashdance
- 1983: Wild Style
- 1984: Style Wars
- 2002: The Freshest Kids
- 2003: 5 Sides of a Coin
- 2004: Hip-Hop Honors